# Нововолковское (сельское поселение)
Нововолковское — упразднённое муниципальное образование со статусом сельского поселения в Воткинском районе Удмуртии Российской Федерации.
Административный центр — посёлок Новый.
25 июня 2021 года упразднено в связи с преобразованием муниципального района в муниципальный округ.

## История
В 1969 году образуется Волковский сельсовет с центром в посёлке Волковский, куда кроме него включаются посёлок Новый и станция Построечная.
В 1989 году Новый получает статус рабочего посёлка, а Волковский сельсовет преобразуется в Нововолковский поссовет с перенесением административного центра в Новый.
В 1994 году поссовет преобразуется в Нововолковскую поселковую администрацию, а в 2004 в Муниципальное образование «Нововолковское» (городское поселение).
Статус и границы сельского поселения установлены Законом Удмуртской Республики от 16 ноября 2004 года № 63-РЗ «Об установлении границ муниципальных образований и наделении соответствующим статусом муниципальных образований на территории Воткинского района Удмуртской Республики».

## Население
| 2010  | 2012  | 2013  | 2014  | 2015  | 2016  | 2017  |
| ----- | ----- | ----- | ----- | ----- | ----- | ----- |
| 5742  | ↗5926 | ↗6056 | ↗6082 | ↘5981 | ↘5963 | ↘5911 |
| 2018  | 2019  | 2020  | 2021  |       |       |       |
| ↘5900 | ↗5910 | ↗5951 | ↗5980 |       |       |       |

## Состав сельского поселения
| № | Населённый пункт | Тип населённого пункта          | Население |
| - | ---------------- | ------------------------------- | --------- |
| 1 | Новый            | посёлок, административный центр | ↗5980     |